# Komórki Antyimperialistyczne
Komórki Antyimperialistyczne (niem. Antiimperialistische Zellen, AIZ) – organizacja terrorystyczna z Niemiec.

## Historia
Powstały w 1992 roku. Miały na sumieniu liczne zamachy bombowe i podpalenia. Celem ataków były głównie mieszkania osób ze środowisk politycznych i gospodarczych. W latach 1994–1995 zamachy Komórek Antyimperialistycznych były skierowane głównie przeciwko strukturom CDU i FDP w Nadrenii Północnej-Westfalii. AIZ atakowały polityków drugorzędnych, którzy nie posiadali ochrony (przeprowadziły m.in. zamachy na eksperta wojskowego CDU Paula Brauera i chadeckiego polityka Volkmara Koehlera). W 1996 roku policja schwytała dwójkę działaczy AIZ, tym samym rozbijając organizację.

## Ideologia
Była to formacja lewicowa. Naśladowała Frakcję Czerwonej Armii, jednak wzbraniała się od zabijania.